# Herpetoreas pealii
Herpetoreas pealii är en ormart som beskrevs av Sclater 1891. Herpetoreas pealii ingår i släktet Herpetoreas och familjen snokar. Inga underarter finns listade i Catalogue of Life.
Arten förekommer i Indien i delstaterna Assam och Arunachal Pradesh. Honor lägger ägg.